# بيراميرد

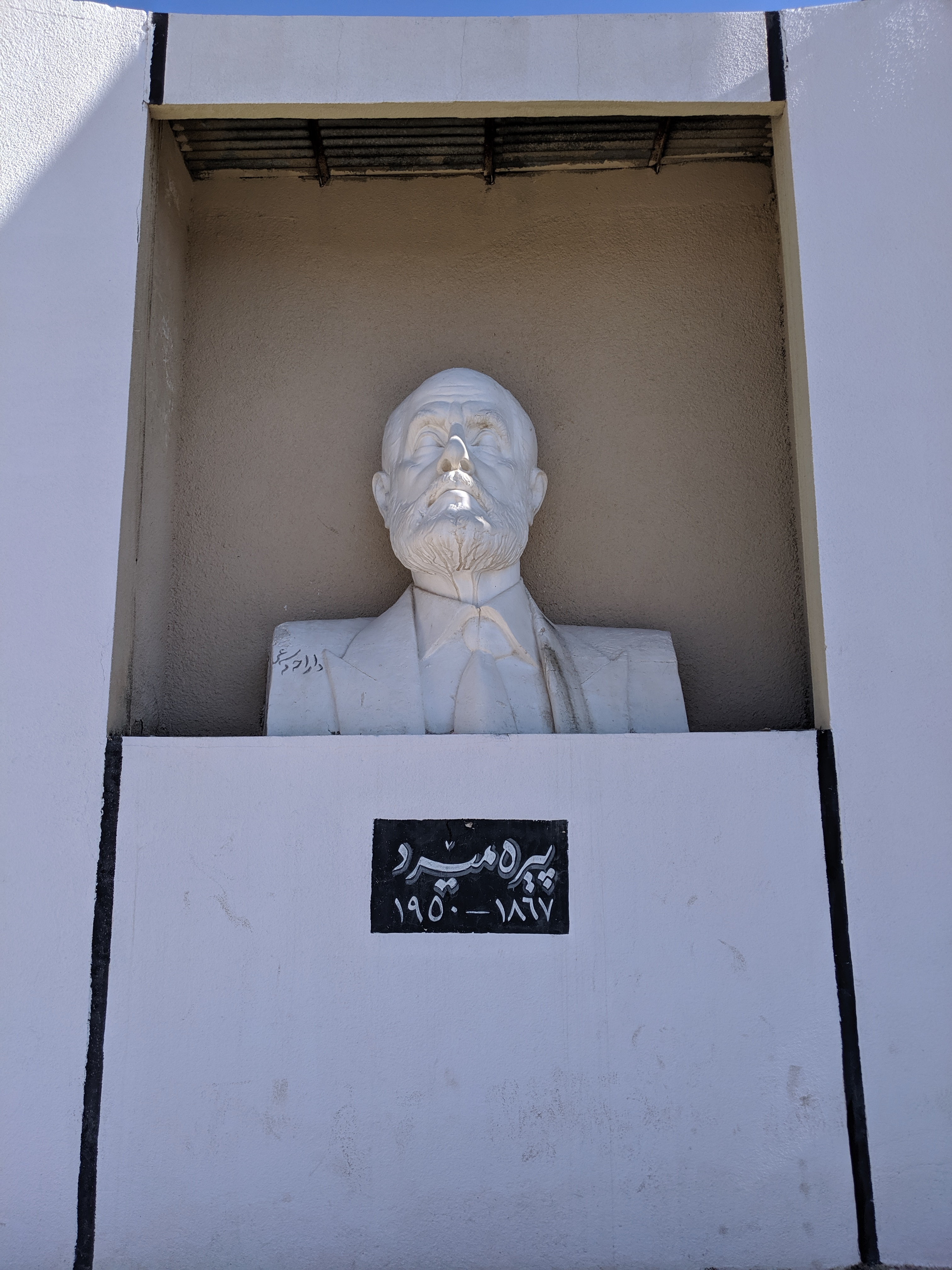
بيراميرد

بيراميرد اسمه الكامل توفيق محمود حمزة يشتهر باللغة الكردية باسم پيرەمێرد هو شاعر وكاتب وروائي وصحفي كردي ولد في سنة 1867 في مدينة السليمانية في الدولة العثمانية، درس اللغة العربية والفقه الإسلامي في السليمانية وفي مدينة بانه في إيران، وثم سافر إلى إسطنبول ودرس هناك الحقوق، في عام 1926 أصبح محرر الجريدة الكردية جيان ويعتبر مؤسس لأول مدرسة كردية وكان إسمها بروتكخانى زانستى أي المدرسة العلمية.